# Новий Янзігіт
Новий Янзігі́т (рос. Новый Янзигит, башк. Яңы Йәнйегет) — присілок у складі Краснокамського району Башкортостану, Росія. Адміністративний центр Новоянзігітівської сільської ради.
Населення — 316 осіб (2010; 362 у 2002).
Національний склад:
- башкири — 68 %
- татари — 28 %